# Clydesdale (circonscription du Parlement écossais)
Pour les articles homonymes, voir Clydesdale (homonymie).
Circonscription parlementaire du Parlement écossais
La circonscription Clydesdale est une circonscription électorale crée pour le Parlement écossais en 1999. C'est l'une des neuf circonscriptions de la région électorale d'Écosse du sud (en).

## Liste des députés
| Élection | Député               | Parti | Parti        |
| -------- | -------------------- | ----- | ------------ |
| 1999     | Karen Gillon (en)    |       | Travailliste |
| 2003     | Karen Gillon (en)    |       | Travailliste |
| 2007     | Karen Gillon (en)    |       | Travailliste |
| 2011     | Aileen Campbell (en) |       | SNP          |
| 2016     | Aileen Campbell (en) |       | SNP          |
| 2021     | Màiri McAllan        |       | SNP          |